# Harry Fielder
Harry Fielder (Londres, 26 de abril de 1940-6 de febrero de 2021) fue un actor inglés que trabajó extensamente en el cine y la televisión británicos desde la década de 1960 hasta la de 1990.

## Carrera
Fielder nació en Islington, Londres. A pesar de tener su sede en Gran Bretaña, apareció como extra en una gran cantidad de películas estadounidenses debido a que el rodaje se llevó a cabo en parte o en su totalidad en Gran Bretaña. Sus créditos cinematográficos incluyen Star Wars: A New Hope, McVicar, Highlander y Oliver!.
Apareció como extra en una amplia gama de programas de televisión, incluidos Doctor Who, Blake's 7, Shoestring, The Sweeney, Minder y The Professionals.
Fielder copresentó CBTV, un programa de Thames TV para televidentes más jóvenes, en la década de 1980, donde interpretó al guardia de seguridad, Harry, a quien Jim Sweeney y Steve Steen tendrían que escabullirse en las puertas de Teddington Studios.
En 2012, Fielder publicó su autobiografía Extra Extra, Read All About It !: My Life as a Film and TV Extra. [4] A veces se le acredita como Harry H. Fielder o Harry Aitch Fielder. Fielder murió en febrero de 2021 a la edad de 80 años.